# Don Crowley
Donald „Don“ V. Crowley (* 1. Dezember 1926 in Redlands, Kalifornien; † 21. März 2019) war ein US-amerikanischer Maler und Illustrator.

## Leben
Crowley besuchte die Schule in Santa Ana und diente nach dem Abschluss der Highschool im Jahr 1944 zwei Jahre lang bei der US Merchant Marine und weitere zwei Jahre in der US Navy. Anschließend studierte er über das G. I. Bill am Art Center College of Design, wo er auch Betty Jane (kurz „B. J.“) Brown kennenlernte, die er 1953 im Jahr seines Abschlusses heiratete.
Mit Betty Jane ging er nach New York City, wo beide gut zwanzig Jahre lang als kommerzielle Künstler tätig waren. 1954 wurde er Mitglied der Society of Illustrators. Crowly arbeitete unter anderem sieben Jahre lang in den Cooper Studios. 1973 nahm Crowley auf Anraten der Künstler James Bama und Sam Winsom an einer Ausstellung in Tucson, Arizona, teil. 1974 verkauften die Crowleys ihr Haus in Connecticut und ließen sich endgültig in Tucson nieder, wo Crowley seither als freischaffender Künstler tätig war.
Crowley ist bekannt für seine hyperrealistischen Darstellungen von Wild-West- und Indianer-Motiven, von Stillleben bis hin zu Porträts. Modell standen ihm unter anderem westliche Apachen aus dem San Carlos Reservat. Erwähnenswert ist auch die Darstellung der fünf Schwestern Carmen Jean, Shanandoah „Shanan“ J., Georgetta „Jetta“ Jeanette (verh. Wood) und Dorena Martineau vom Stamm der Paiute (Kaibab Plateau), Töchter des Indianer- und Petroglypheforschers Douglas LaVan Martineau (1932–2000). Er arbeitet bereits mit der dritten Generation der Martineaus zusammen.
Crowley gehörte zur ursprünglich siebenköpfigen Künstlergruppe Tucson 7. 1994 wurde er in die Vereinigung Cowboy Artists of America (CAA) aufgenommen. Seine Werke wurden bei Ausstellungen und in namhaften US-amerikanischen Galerien für Westernkunst gezeigt.

## Publikationen
- mit Don Hedgpeth: Desert Dreams, the Western Art of Don Crowley: The Western Art of Don Crowle. Greenwich Workshop, 2003, ISBN 978-0-86713-090-4.